# La Brûlatte
La Brûlatte est une commune française, située dans le département de la Mayenne en région Pays de la Loire, peuplée de 674 habitants.
La commune fait partie de la province historique du Maine, et se situe dans le Bas-Maine.

## Géographie

### Communes limitrophes
| Saint-Pierre-la-Cour              | Port-Brillet  | Olivet               |
| Saint-Pierre-la-Cour, La Gravelle | La Brûlatte   | Le Genest-Saint-Isle |
| La Gravelle                       | Loiron-Ruillé | Loiron-Ruillé        |

### Climat
Pour des articles plus généraux, voir Climat des Pays de la Loire et Climat de la Mayenne.
En 2010, le climat de la commune est de type climat océanique altéré, selon une étude du CNRS s'appuyant sur une série de données couvrant la période 1971-2000. En 2020, Météo-France publie une typologie des climats de la France métropolitaine dans laquelle la commune est exposée à un climat océanique et est dans la région climatique  Bretagne orientale et méridionale, Pays nantais, Vendée, caractérisée par une faible pluviométrie en été et une bonne insolation. 
Pour la période 1971-2000, la température annuelle moyenne est de 11,1 °C, avec une amplitude thermique annuelle de 13,6 °C. Le cumul annuel moyen de précipitations est de 806 mm, avec 12,8 jours de précipitations en janvier et 7,6 jours en juillet. Pour la période 1991-2020, la température moyenne annuelle observée sur la station météorologique de Météo-France la plus proche, sur la commune de Launay-Villiers à 7 km à vol d'oiseau, est de 11,6 °C et le cumul annuel moyen de précipitations est de 862,6 mm,. Pour l'avenir, les paramètres climatiques de la commune estimés pour 2050 selon différents scénarios d'émission de gaz à effet de serre sont consultables sur un site dédié publié par Météo-France en novembre 2022.

## Urbanisme

### Typologie
Au 1er janvier 2024, La Brûlatte est catégorisée commune rurale à habitat dispersé, selon la nouvelle grille communale de densité à sept niveaux définie par l'Insee en 2022.
Elle est située hors unité urbaine. Par ailleurs la commune fait partie de l'aire d'attraction de Laval, dont elle est une commune de la couronne,. Cette aire, qui regroupe 66 communes, est catégorisée dans les aires de 50 000 à moins de 200 000 habitants,.

### Occupation des sols
L'occupation des sols de la commune, telle qu'elle ressort de la base de données européenne d’occupation biophysique des sols Corine Land Cover (CLC), est marquée par l'importance des territoires agricoles (52,6 % en 2018), une proportion sensiblement équivalente à celle de 1990 (53,2 %). La répartition détaillée en 2018 est la suivante : 
forêts (43,5 %), zones agricoles hétérogènes (25,3 %), prairies (23,7 %), terres arables (3,7 %), zones urbanisées (2,2 %), eaux continentales (0,9 %), zones industrielles ou commerciales et réseaux de communication (0,8 %). L'évolution de l’occupation des sols de la commune et de ses infrastructures peut être observée sur les différentes représentations cartographiques du territoire : la carte de Cassini (XVIIIe siècle), la carte d'état-major (1820-1866) et les cartes ou photos aériennes de l'IGN pour la période actuelle (1950 à aujourd'hui).

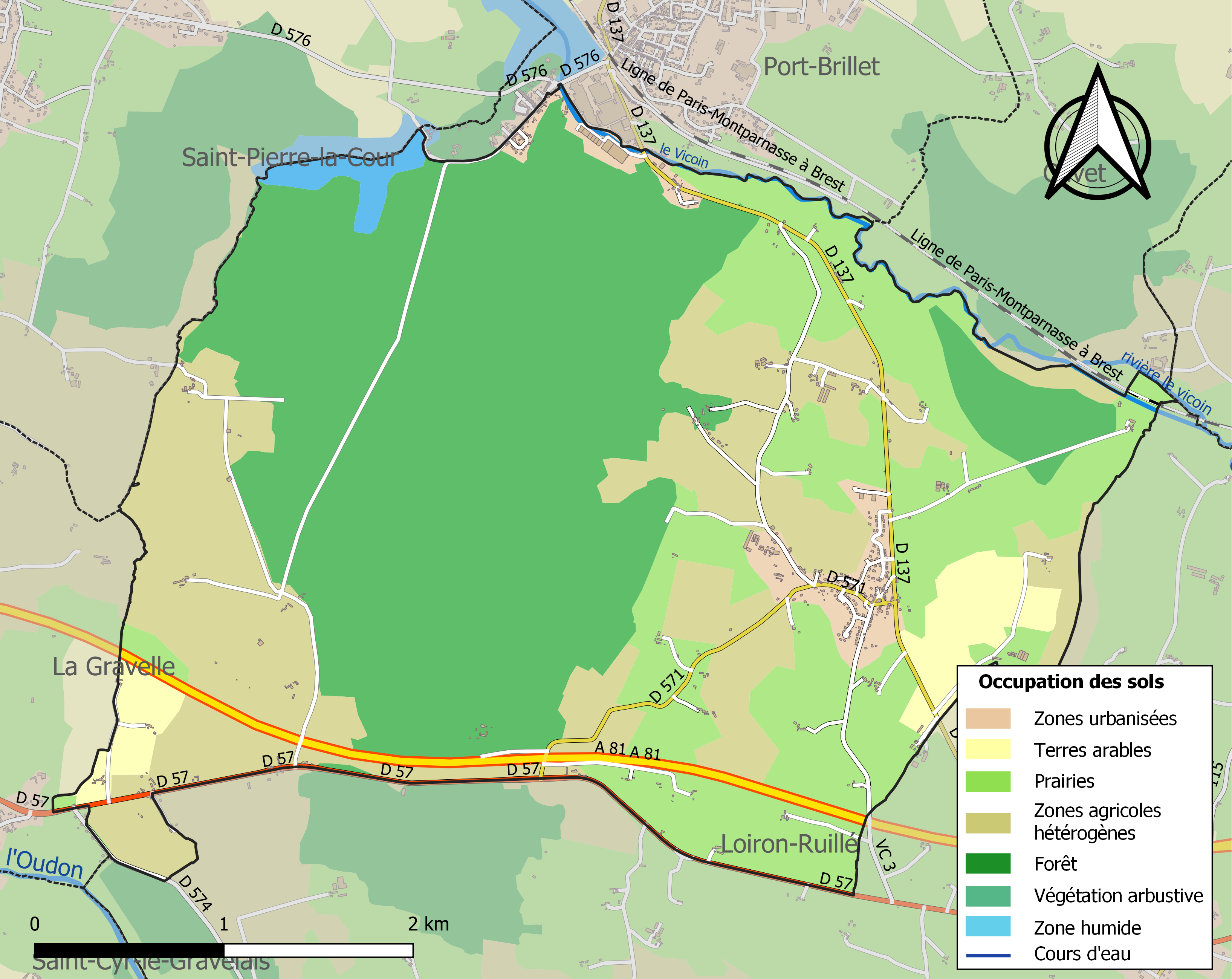
Carte des infrastructures et de l'occupation des sols de la commune en 2018 (CLC).

## Histoire

### Révolution française
Le 15 mars 1793, le district de Vitré informe Rennes que des rassemblements suspects se produisent dans la région, notamment dans les communes de Bourgon, Saint-Ouën-des-Toits, Saint-Pierre-la-Cour et La Brûlatte.
En 1874, conjointement avec Olivet, elle cède une partie de son territoire, ce qui permet l'érection en commune de Port-Brillet.

## Politique et administration

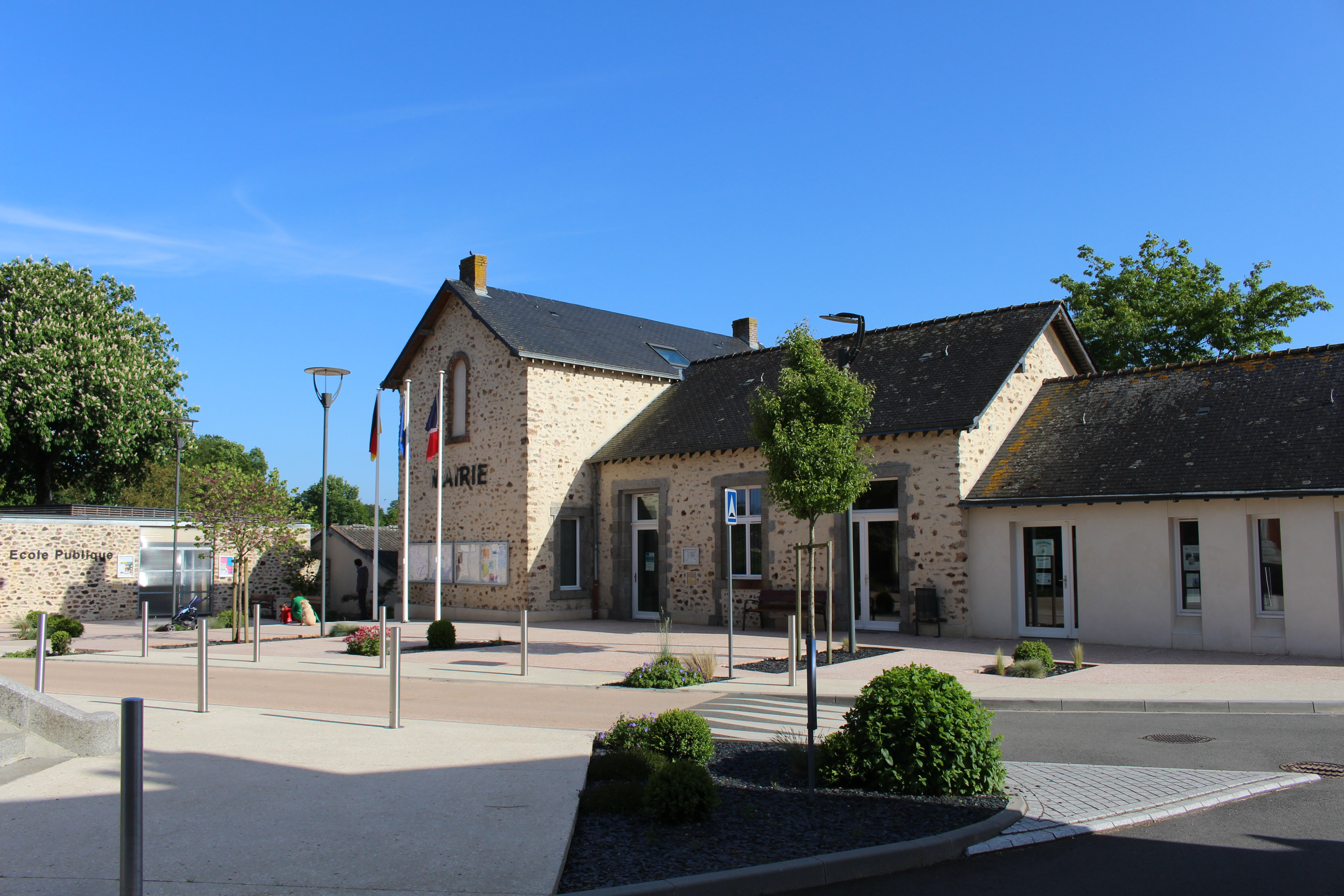
La mairie.

| Période      | Période  | Identité                 | Étiquette | Qualité    |
| ------------ | -------- | ------------------------ | --------- | ---------- |
| 1791         | 1792     | Jean Graffin             |           |            |
|              |          | Marin Robert             |           |            |
| 1813         | 1824     | Joseph Paillard Dubignon |           |            |
| 1827         | 1830     | Gastinon                 |           |            |
| 1835         |          | Joseph Paillard Dubignon |           |            |
| 1850         | 1870     | Hubert                   |           |            |
| 1870         | 1873     | Jean Baptiste Graffin    |           |            |
| 1875         | 1885     | Comte Du Laurent         |           |            |
| 1885         |          | Néré                     |           |            |
|              |          |                          |           |            |
| avant 1970   |          | François Drou            |           |            |
| (avant 2001) | En cours | Jean-Louis Deulofeu      | UMP       | Enseignant |

## Population et société

### Démographie
L'évolution du nombre d'habitants est connue à travers les recensements de la population effectués dans la commune depuis 1793. Pour les communes de moins de 10 000 habitants, une enquête de recensement portant sur toute la population est réalisée tous les cinq ans, les populations de référence des années intermédiaires étant quant à elles estimées par interpolation ou extrapolation. Pour la commune, le premier recensement exhaustif entrant dans le cadre du nouveau dispositif a été réalisé en 2004.
En 2022, la commune comptait 674 habitants, en évolution de −4,26 % par rapport à 2016 (Mayenne : −0,73 %, France hors Mayotte : +2,11 %).
| 1793 | 1800 | 1806 | 1821 | 1831 | 1836 | 1841 | 1846 | 1851 |
| ---- | ---- | ---- | ---- | ---- | ---- | ---- | ---- | ---- |
| 722  | 431  | 700  | 708  | 745  | 736  | 710  | 725  | 737  |

| 1856 | 1861 | 1866 | 1872 | 1876 | 1881 | 1886 | 1891 | 1896 |
| ---- | ---- | ---- | ---- | ---- | ---- | ---- | ---- | ---- |
| 691  | 685  | 692  | 609  | 504  | 467  | 478  | 477  | 475  |

| 1901 | 1906 | 1911 | 1921 | 1926 | 1931 | 1936 | 1946 | 1954 |
| ---- | ---- | ---- | ---- | ---- | ---- | ---- | ---- | ---- |
| 461  | 477  | 531  | 494  | 471  | 441  | 396  | 449  | 429  |

| 1962 | 1968 | 1975 | 1982 | 1990 | 1999 | 2004 | 2006 | 2009 |
| ---- | ---- | ---- | ---- | ---- | ---- | ---- | ---- | ---- |
| 405  | 373  | 437  | 595  | 622  | 607  | 658  | 685  | 700  |

| 2014 | 2019 | 2022 | - | - | - | - | - | - |
| ---- | ---- | ---- | - | - | - | - | - | - |
| 700  | 682  | 674  | - | - | - | - | - | - |

### Enseignement

#### Enseignement primaire
L'école maternelle publique du RPI La Brûlatte – La Gravelle est située à La Brûlatte. Elle relève de l'académie de Nantes. Elle compte deux classes allant de la TPS au CP.

## Culture locale et patrimoine

### Lieux et monuments
- Église Saint-Martin.
- Château de la Tour-Cornesse

La Brûlatte abrite deux espaces inventoriés en tant que zone naturelle d'intérêt écologique, faunistique et floristique (ZNIEFF) :
- le bois des Gravelles (800 ha) du fait de la présence de : hermine, fuligule milouin, fuligule morillon, faucon hobereau, Autour des palombes, pic noir, pic mar, Bergeronnette des ruisseaux, Mésange noire, Bouvreuil pivoine et de Gros-bec casse-noyaux[23] ;
- l'étang de Cornesse (13 ha) du fait de la présence de Sarcelle d'hiver, fuligule milouin, fuligule morillon et de faucon hobereau[24].

### Héraldique
| Blason de La Brûlatte | Blason  | D'argent, à une tour de sable, maçonnée et ouverte du champ, surmontée d'un feu de gueules, et accostée de deux épées du même, mises en pal. |
| Blason de La Brûlatte | Détails | Créé par Jean-Claude Molinier, héraldiste amateur, et adopté par la municipalité le 4 juin 1999 : L'argent indique la nature de la terre un peu plus blanche. Le feu représente le nom du village et son origine particulière. L'épée est le symbole principal de Martin, le saint patron du village. Elles sont de gueules pour rester dans la symbolique du feu qui a créé le village. La tour image le château de Cornesse. Elle est de sable pour rappeler la présence de mines de charbon sur le territoire communal. Les ornements sont deux deux branches de chêne de sinople, fruitées d'or, mises en sautoir par la pointe et liées d'argent afin de représenter la forêt qui couvrait autrefois l'emplacement de la commune. Le listel d'argent porte le nom de la commune en lettres majuscules de sable. La couronne de tours dit que l'écu est celui d’une commune ; elle n'a rien à voir avec des fortifications. Le statut officiel du blason reste à déterminer. |